# Luxiaria leithra
Luxiaria leithra är en fjärilsart som beskrevs av Debauche 1941. Luxiaria leithra ingår i släktet Luxiaria och familjen mätare. Inga underarter finns listade i Catalogue of Life.